# Кариограм
Кариограм је графички приказ кариотипа у коме су хромозоми организма у хомологним паровима хромозома распоређени по величини. Овај алат је од кључног значаја у цитогенетици и медицини, јер омогућава визуелизацију хромозома на молекуларном нивоу. 
Кариограм се обично заснива на метастатским хромозомима, који су највидљивији током ћелијске деобе. Сваки хромозом је распоређен одређеним редоследом, што омогућава идентификацију и нормалних и измењених структура.
Коришћењем кариограма омогућава рано откривање болести, чак и пре него што се дете роди. Уз помоћ каиограма могу се посматрати и дијагностиковати бројни поремећаји, мутације и болести узроковане мутацијама у структури (делеција, транслокација, инверзија, дупликација) и броју хромозома. Неправилности у кариограму могу довести до бројних поремећаја као што су Даунов синдром, Тарнеров синдром итд. 

## Опште информације
Кариограм је слика која приказује све хромозоме у ћелији, распоређене по величини, облику и обрасцу трака, и позиционирање њихових хомологних парова  (при чему су полни хромозоми приказани последњи). Да би се добио кариограм хромозоми се боје и фотографишу како би се добио визуелни профил кариограма, односно приказ кариотипа појединца, који се може дефинисати као број и тип хромозома у еукариотској ћелији. 

### Кариотип
Кариотип је комплетан скуп хромозома, најмањих ћелијских структура одговорних за чување, репродукцију и преношење генетских информација. Нормално, особа има 46 парова хромозома: 22 пара (истих и за мушкарце и за жене) је одговорно за преношење различитих особина на потомство, један пар (XX за жене, XY за мушкарце) одређује пол особе.
Кариотип се одређује процесом који укључује: 
- сакупљање ћелија (обично из фетуса или белих крвних зрнаца одраслих),
- хемијско индуковање ћелијске деобе, а затим заустављање митозе док се хромозоми кондензују,
- заустављање митоза како би се одредило да ли се хромозоми појављују са сестринским хроматидама или не

## Значaj кариограма
Кариограм није само графички приказ хромозома, већ вредан алат у областима генетике и медицине. Служи као важна основа за дијагнозу болести и анализу ДНК порекла. Разумевање и тумачење кариограма нам омогућава да боље разумемо генетску структуру организма, као и његово место у историји људског развоја.
Кариограм служи као важан алат за дијагностиковање разних хромозомских абнормалности и болести. Користећи овај графички приказ, може се утврдити:
Број хромозома
Нормалан људски кариотип садржи 46 хромозома (23 пара). Промене у броју хромозома могу указивати на абнормалности попут Дауновог синдрома, који карактерише присуство додатног 21. хромозома (триплодија).
Структурне промене
Кариограм омогућава откривање промена у структури хромозома, као што су делеције, дупликације, транслокације и инверзије. Ове промене могу бити повезане са наследним болестима и повећаним ризиком од одређених патологија.
Анализа пола
Кариограм такође помаже у одређивању пола особе на основу полних хромозома (XX за жене и XY за мушкарце).

## Улога кариограма у истраживању порекла ДНК  и генеалогије
Кариограм је од великог значаја у системима истраживања порекла ДНК  и генеалогије. Поређење кариотипова различитих група и популација омогућава научницима да:
- проуче еволутивне промене које су се догодиле у људском генетском коду,
- спроведу истраживање о миграцији и мешању становништва, што помаже у стварању тачније слике генеалошких односа,
- утврде могуће генетске ризике у породици, што је посебно важно приликом планирања трудноће и предиспозиције ка наследним болестима,
- пренатално  одреде пол нерођеног детета (идентификацијом полних хромозома) или открију   хромозомске абнормалности (нпр. анеуплоидије или транслокације).